# Стрекозов, Николай Иванович
Николай Иванович Стрекозов (р. 1939) — российский учёный в области животноводства, академик РАСХН (1997), академик Российской академии наук (2013).

## Биография
Родился 26 апреля 1939 г. в д. Новоуколово Уколовского района Белгородской области. Окончил Московскую ветеринарную академию (1962).
Послужной список:
- 1962—1963 главный зоотехник совхоза «Горковский» Смоленской области.
- 1963—1980 во ВНИИ животноводства (ВИЖ): аспирант (1963—1966), старший экономист, начальник планово-производственного отдела (1966—1967), младший, старший научный сотрудник отдела разведения молочного скота (1967—1979), заведующий лабораторией селекции молочного скота черно-пестрой породы (1979—1980).
- 1980—1984 секретарь Подольского ГК КПСС, председатель Подольского райисполкома.
- 1984—1988 директор ВИЖ.
- 1988—1992 первый заместитель директора ВИЖ, одновременно заместитель Генерального директора отраслевого научного комплекса ВАСХНИЛ.
- 1992—2002 директор ВИЖ.
- с 2002 первый заместитель директора ВИЖ.

Сфера научных интересов — повышение эффектности селекционной работы в условиях интенсивного ведения молочного скотоводства. Соавтор четырех селекционных достижений, технологии получения и внедрения в производство комплексных ферментных препаратов (МЭК) для комбикормов с повышенным содержанием ржи.
Доктор сельскохозяйственных наук (1990), профессор (1992), академик РАСХН (1997), академик РАН (2013). Академик Украинской академии аграрных наук (1995). Почётный профессор Джансийского агроуниверситета, Китай (1994).

## Награды, премии, почётные звания
- Орден «Знак Почёта» (1986)
- Заслуженный деятель науки Российской Федерации (1996)
- Премия Правительства РФ в области науки и техники (в составе группы, за 2002 год) — за разработку и внедрение методов генетического мониторинга в селекции сельскохозяйственных животных[1]
- Премия Правительства РФ в области науки и техники (в составе группы, за 2008 год) — за разработку и внедрение устойчивой производственной системы получения говядины на основе российских пород мясного скота[2]

## Труды
Автор и соавтор более 200 научных трудов, в том числе 47 книг и брошюр. Получил 9 авторских свидетельств и патентов на изобретения.
Книги:
- Основы интенсификации производства продуктов животноводства: учеб. пособие для зоотехников и инженеров колхозов и совхозов / соавт.: В. Л. Владимиров и др. — М.: Агропромиздат, 1987. — 255 с.
- Рекомендации по методам получения коров с высоким продуктивным долголетием / соавт.: Г. Н. Левина и др.; ВИЖ. — Дубровицы, 1991. — 27 с.
- Интенсификация молочного скотоводства России / соавт.: В. К. Чернушенко, В. И. Цысь. — Смоленск, 1997. — 240 с.
- Сертификация и требования к качеству продукции АПК России / соавт.: Ю. П. Фомичев и др.; ВИЖ. — Дубровицы, 1998. — 357 с.
- Программа сохранения и рационального использования генофонда красной горбатовской породы крупного рогатого скота / соавт.: Л. А. Катков и др.; ВИЖ. — Дубровицы, 2001. — 50 с.